# Creu de terme de Bellver d'Ossó
La Creu de terme de Bellver d'Ossó és una obra de Bellver d'Ossó, al municipi d'Ossó de Sió (Urgell) inclosa a l'Inventari del Patrimoni Arquitectònic de Catalunya.

## Descripció
És una creu de terme que se sustenta sobre un fust octogonal de gran llargada. El nus o base de la creu és de perfil octogonal; a cada una de les seves cares s'hi pot observar la figura d'un sant, cadascun amb el seu atribut corresponent. Estan inserits sota una arcada apuntada i estan separats per fines columnetes. Cada sant no és estereotipat i estan tractats amb baix relleu. La creu és de tipologia llatina. A l'anvers hi ha Crist Crucificat i en el revers hi ha la Verge amb el Nen. A l'extrem de cada braç hi ha la presència de motius lobulats a l'interior dels quals hi ha el símbol dels quatre evangelistes. Al revers, a cadascun dels lòbuls hi ha representacions del sol i la lluna, o la calavera del calvari. Les altres escenes són de difícil identificació per l'erosió de la pedra. Els quatre braços de la creu estan units per una garlanda.

## Història
L'antiga creu de terme era situada a les escales que porten cap al campanar de l'església parroquial. Actualment es conserva un tros de creu trencada, concretament la part on hi ha la representació de Crist. Aquesta creu sofrí actes vandàlics durant la Guerra Civil de 1936. Posteriorment se'n feu una reconstrucció fidedigna, que es col·locà sobre el capitell original a l'entrada del municipi. L'any 2005 se'n feu una altra reconstrucció (del capitell i la creu), i l'anterior es traslladà a l'església parroquial de Sant Pere, junt amb el capitell original.